# Birthe
Birthe eller Birte er et pigenavn, der stammer fra det keltiske ord for "den strålende" eller "den ophøjede".
Birte er udledt af Birgitta, der er en svensk helgen fra det 14. århundrede. Det er udledt af det latinske Brigitta, der på engelsk er blevet til Bridget, som igen er udledt af navnet på den irske gudinde Brighid, der var gudinde for ild, smedekunst, poesi, kreativitet, frugtbarhed og helbredelse.
Navnet Birthe eller Birte er en diminuitiv og dansk form af Birgitte og det er således også beslægtet med navne som Birgit, Gitte, Birgitta, Birgithe, Brigitte, Brigitta og Bergitte.
I første halvdel af 1900-tallet var det et af de mest populære pigenavne i Danmark.
I 2024 er der ifølge Danmarks Statistiks navnestatistik 15.561 danske piger og kvinder, der bærer navnet Birthe, mens der er 5.027, der hedder Birte.

## Kendte danskere med navnet
- Birthe Rønn Hornbech, tidligere folketingsmedlem og minister
- Birthe Kjær, sangerinde
- Birthe Neumann, skuespillerinde
- Birthe Wilke, sangerinde og skuespillerinde
- Birthe Skaarup, tidligere folketingsmedlem
- Birte Tove, model og skuespillerinde
- Birte Weiss, tidligere minister